# Notadusta
Notadusta là một chi ốc biển, là động vật thân mềm chân bụng sống ở biển trong họ Cypraeidae, họ ốc sứ

## Các loài
Các loài thuộc chi Notadusta bao gồm:
- Notadusta boucheti Lorenz, 2002[2]
- Notadusta omii Ikeda, 1998[3]

Các loài được đưa vào đồng nghĩa
- Notadusta hartsmithi Schilder, 1967: đồng nghĩa của Notocypraea dissecta Iredale, 1931
- * Notadusta katsuae [4]: đồng nghĩa của Palmulacypraea katsuae (Kuroda, 1960)